# George Beranger
George Beranger, nato George André de Beranger (Sydney, 27 marzo 1893 – Laguna Beach, 8 marzo 1973), è stato un attore e regista australiano che lavorò a Hollywood fin dagli anni dieci.
Era conosciuto anche come André Beranger. Nella sua carriera, che copre quattro decenni, girò quasi cento e cinquanta film come attore, firmando dieci regie e una sceneggiatura.

## Filmografia

### Attore
- The Well, regia di Tony O'Sullivan - cortometraggio (1913)
- The Switch Tower, regia di Anthony O'Sullivan - cortometraggio (1913)
- Almost a Wild Man, regia di Dell Henderson - cortometraggio (1913)
- When Love Forgives, regia di Anthony O'Sullivan - cortometraggio (1913)
- The Adopted Brother, regia di W.C. Cabanne - cortometraggio (1913)
- Amore di madre o Home, Sweet Home, regia di D.W. Griffith (1914)
- Bill's Job, regia di Edward Dillon - cortometraggio (1914)
- Ragnatela (The Avenging Conscience: or 'Thou Shalt Not Kill'), regia di David W. Griffith (1914)
- Nascita di una nazione (The Birth of a Nation), regia di David Wark Griffith (1915)
- The Absentee, regia di Christy Cabanne (1915)
- The Healers
- The Bride of the Sea, regia di Francis Powers - cortometraggio (1915)
- The Big Brother
- The Fatal Hour (1915)
- Bred in the Bone, regia di Paul Powell
- The Stab
- I sette angeli di Ketty (Let Katie Do It), regia di C.M. Franklin e S.A. Franklin (1916)
- The Family Secret, regia di William Worthington - cortometraggio (1916)
- After the Play
- Io e il mio destino (Flirting with Fate), regia di Christy Cabanne (1916)
- Le colonne della società (Pillars of Society ), regia di Raoul Walsh (1916)
- I banditi del West (The Good Bad Man), regia di Allan Dwan (1916)
- Those Without Sin, regia di Marshall Neilan (1917)
- A Love Sublime, regia di Tod Browning e Wilfred Lucas (1917)
- Time Locks and Diamonds, regia di Walter Edwards (1917)
- The Spotted Lily, regia di Harry Solter (1917)
- Giglio infranto (Broken Blossoms), regia di David Wark Griffith (1919)
- Ceneri di vendetta (Ashes of Vengeance), regia di Frank Lloyd (1923)
- Dulcy, regia di Sidney Franklin (1923)
- The Extra Girl, regia di F. Richard Jones (1923)
- Tiger Rose, regia di Sidney Franklin (1923)
- Lord Brummel (Beau Brummel), regia di Harry Beaumont (1924)
- Grounds for Divorce, regia di Paul Bern (1925)
- A Woman's Faith, regia di Edward Laemmle (1925)
- La grande parata (The Big Parade), regia di King Vidor (1925)
- Beauty and the Bad Man, regia di William Worthington (1925)
- The Bat, regia di Roland West (1926)
- Le disgrazie di Adamo  (Fig Leaves), regia di Howard Hawks (1926)
- La granduchessa e il cameriere (The Grand Duchess and the Waiter), regia di Malcolm St. Clair (1926)
- La vergine dell'harem (The Lady of the Harem), regia di Raoul Walsh (1926)
- Il corsaro mascherato (The Eagle of the Sea), regia di Frank Lloyd (1926)
- L'altare dei desideri (Altars of Desire), regia di William Christy Cabanne (1927)
- Gioco di bambole (Glad Rag Doll), regia di Michael Curtiz (1929)
- Ex-Lady, regia di Robert Florey (1933)
- L'ombra che cammina (The Walking Dead), regia di Michael Curtiz (1936)
- Il ventaglio (The Fan), regia di Otto Preminger (1949)

### Regista
- Baby's Ride (1914)
- A Manhattan Knight (1920)
- Burn 'Em Up Barnes, co-regia di Johnny Hines (1921)